# 豊橋市民俗資料収蔵室 ふるため
豊橋市民俗資料収蔵室 ふるため（とよはししみんぞくしりょうしゅうぞうしつ ふるため）は、愛知県豊橋市多米町滝ノ谷34-1-1にある博物館（民俗資料館）。収蔵資料数は約3500点。豊橋市に現存する唯一の木造校舎である豊橋市立多米小学校旧校舎を転用している。豊橋市から委託された多米文化協会が建物を管理している。

## 歴史

### 多米小学校

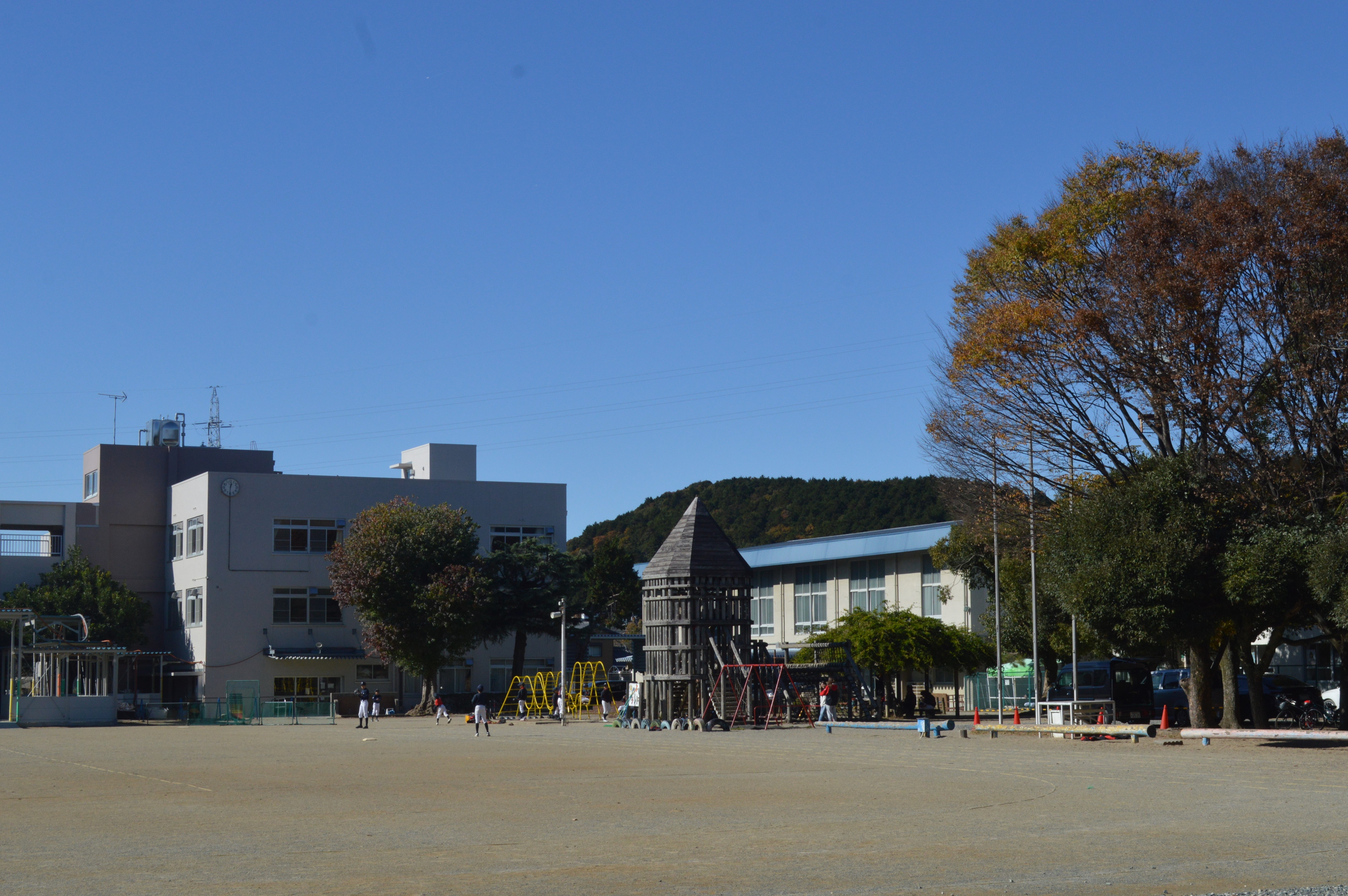
現在の豊橋市立多米小学校

1873年（明治6年）6月には多米学校が開校し、1901年（明治34年）6月14日には朝倉川や愛知県道4号（多米街道）北側のこの場所に校地を移転した。多米地区は豊橋市の東部にあり、豊橋駅からの距離は約6キロメートルである。1941年（昭和16年）には豊橋市多米国民学校に改称した。
太平洋戦争中の1944年（昭和19年）10月、多米国民学校の本校舎（後の豊橋市民俗資料収蔵室本棟）が竣工した。戦後の1947年（昭和22年）には豊橋市立多米小学校に改称した。1954年（昭和29年）には多米小学校の西校舎として、やはり木造平屋建の建物（後の豊橋市民俗資料収蔵室西棟）も竣工した。児童数の増加が理由で、1976年（昭和51年）には多米小学校が朝倉川の南の現在地に移転した。

### 豊橋市民俗資料収蔵室の開館
1966年（昭和41年）4月には豊橋市に近世民俗資料調査委員会が発足し、豊橋市内や奥三河の北設楽郡東栄町や豊根村などで民俗資料の収集を開始すると、さらに豊橋市における三河海苔・養蚕製糸・農耕に関する民具も収集した。1978年（昭和53年）5月27日、豊橋市民俗資料収蔵室として収集資料の一部の一般公開を開始し、1979年（昭和54年）5月には豊橋市美術博物館の附属施設化し、本校舎の全室の公開を開始した。

### 近年の動向
2006年（平成18年）には豊橋市政100周年記念映画『早咲きの花』が公開され、浅丘ルリ子演じる主人公が少女時代に通った学校のロケ地となった。『早咲きの花』のロケ地となってから、元小学校教諭が小学校の机・椅子・オルガン等の収集を行い、2009年（平成21年）には昭和20年代から30年代の学校の教室を再現した部屋が設置された。2012年（平成24年）時点では年間約7000人の入館者がある。
2016年（平成28年）2月25日には登録有形文化財に登録された。愛知登文会などが毎年秋に主催する「あいちのたてもの博覧会」（あいたて博）では、あいちヘリテージマネージャーなどによる建物解説が行われている。

## 建築

### 本校舎
戦時中で材木などの物資が乏しい時代だったが、比較的良質な材木が用いられており、転用材は使われていない。地震や風圧などによる変形を抑えるため、柱と梁を斜めに結ぶ方杖が採用されているが、方杖は当時の学校建築で標準化された建築技法であるとされる。本校舎は木造平屋建であり、桁行は62メートル、梁間は10メートルである。建物には5教室に加えて職員室、校長室、倉庫の8部屋があった。

## 展示

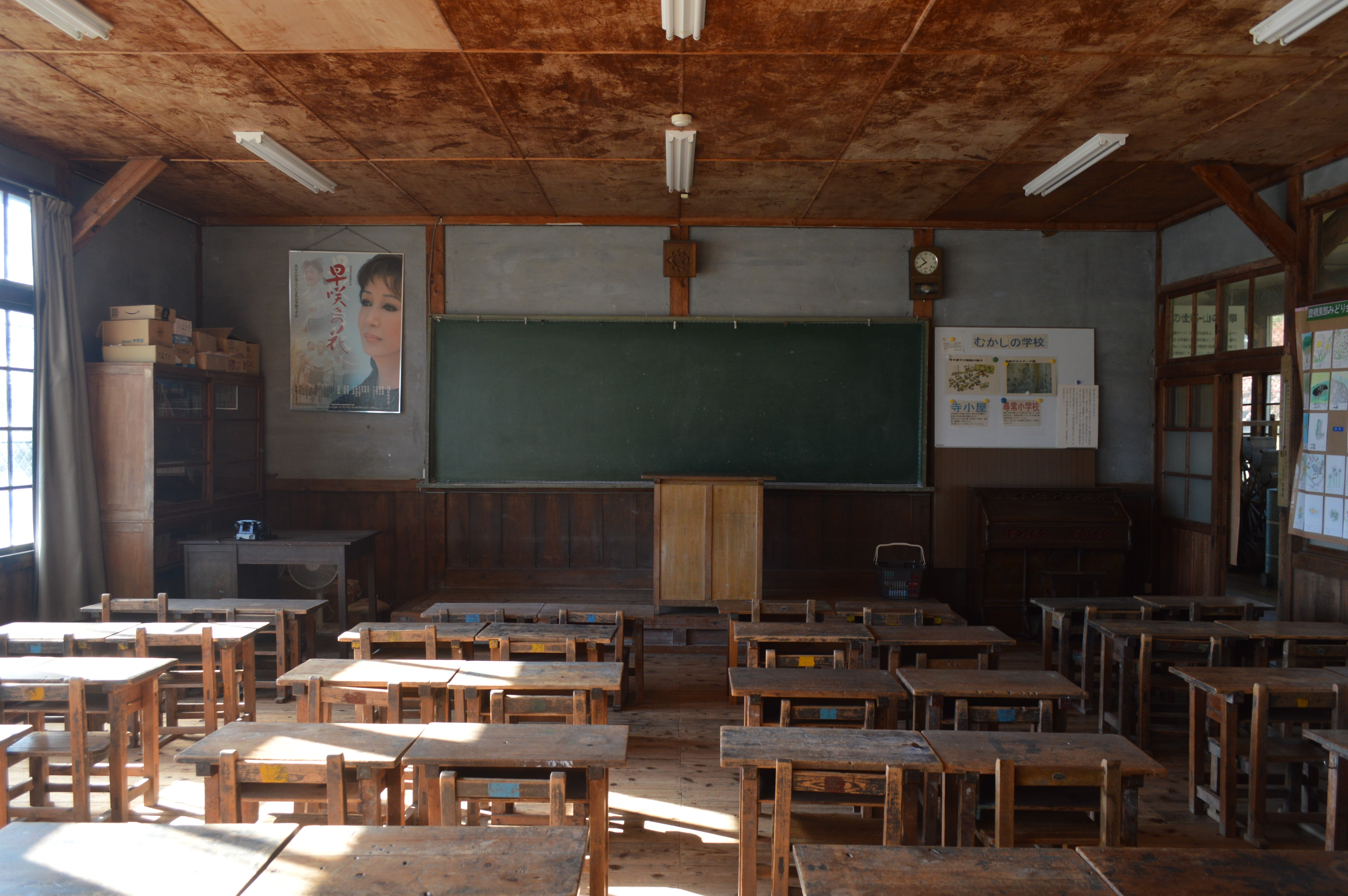
昔の教室

- 農業・林業用具展示室 - 校舎西端部。稲作に用いる農具などを展示。
- 昔の教室 - 校舎西側。木製机や木製椅子を展示。数多くの映画・ドラマ・CMなどのロケ地となっている。
- 漁業用具展示室 - 校舎西側。牟呂や前芝で行われていた三河海苔の漁具などを展示。
- 生活用具展示室 - 校舎東側。明治・大正・昭和期の生活用具を展示。昭和30年代の茶の間の再現などがある。
- 製糸用具展示室 - 校舎東側。「蚕都豊橋」と呼ばれた豊橋における糸繰道具などを展示。
- 養蚕用具展示室 - 校舎東端部。蚕を飼って絹糸を作るための道具などを展示。
- 給食室 - 別棟。

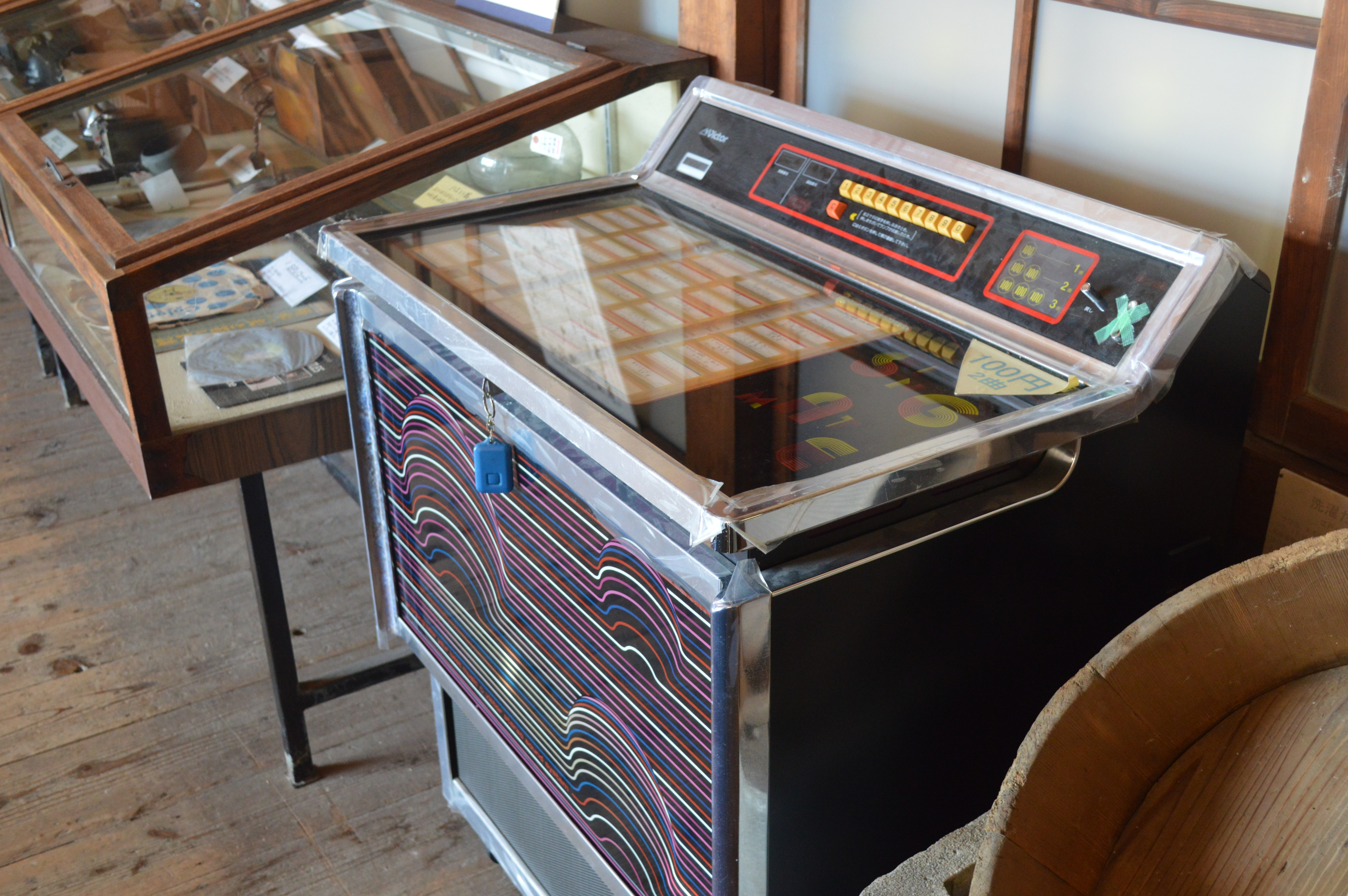
ジュークボックス（生活用具展示室）
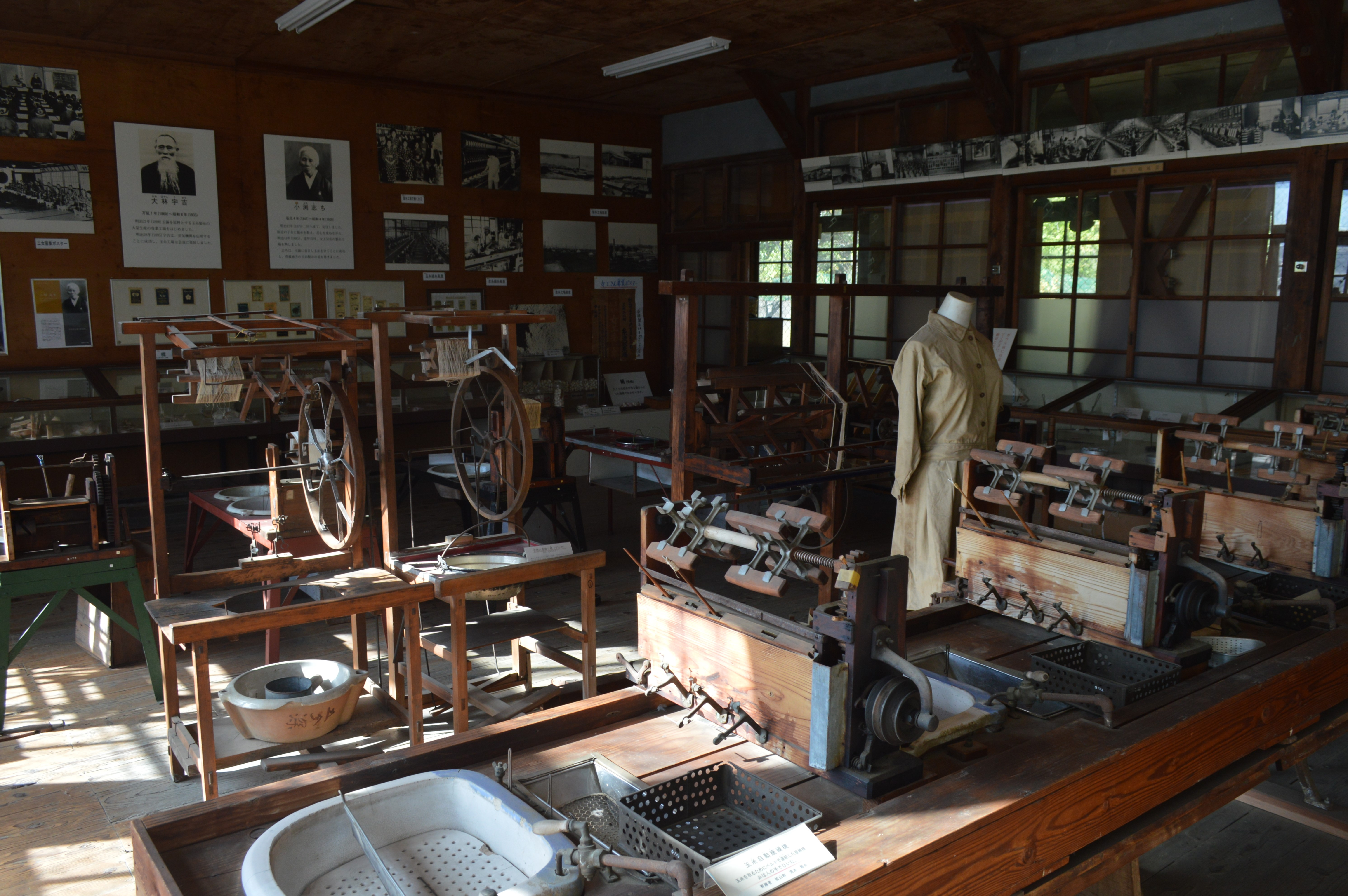
糸繰道具（製糸用具展示室）
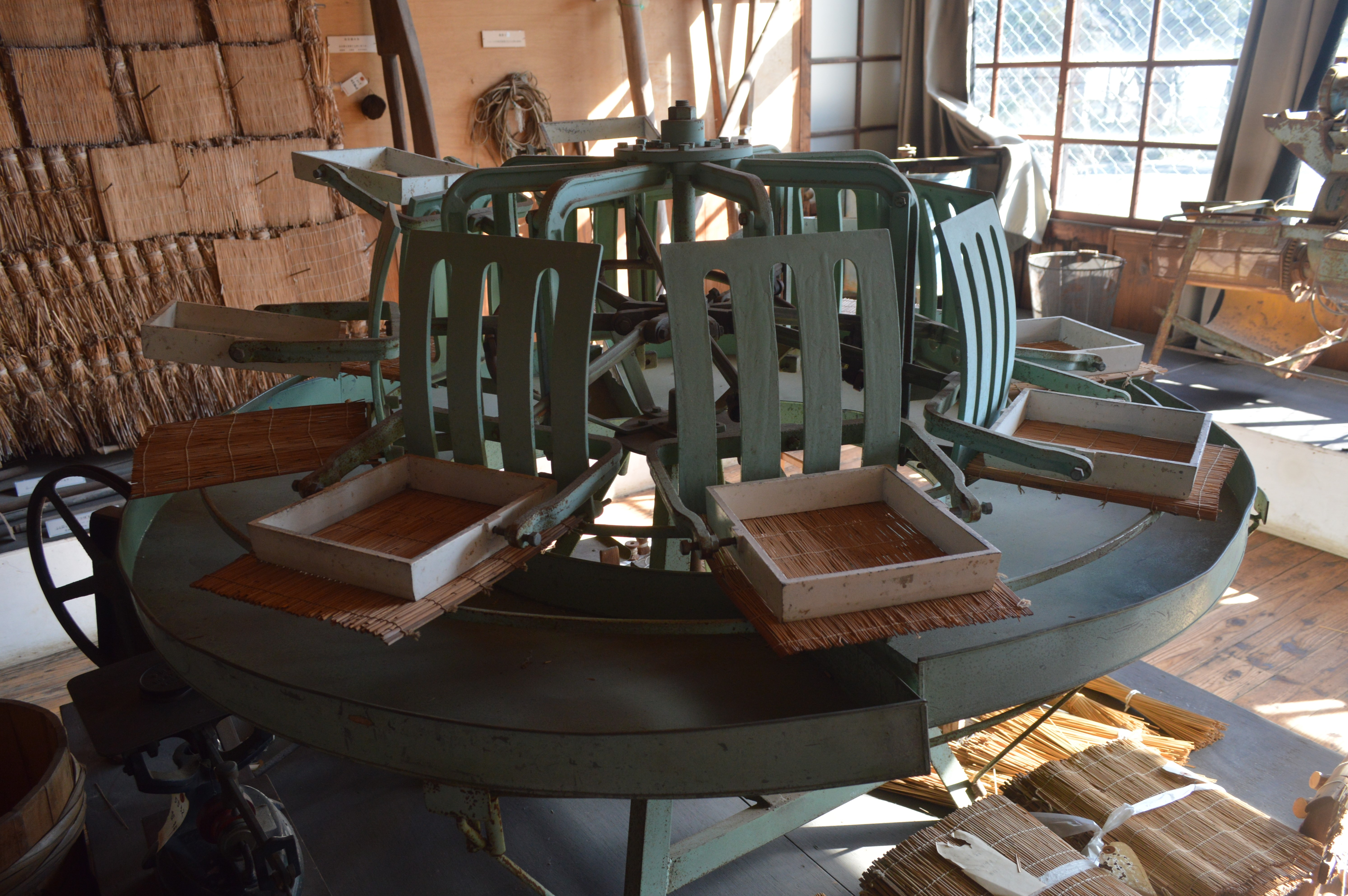
三河海苔の展示（農業・林業用具展示室）

## 利用案内
開館日
- 土曜・日曜・祝日

休館日
- 平日、年末年始（12月29日-1月3日）

開館時間
- 午前9時30分から午後4時

交通アクセス
- 豊橋鉄道東田本線赤岩口停留場から徒歩25分
- 豊鉄バス・飯村岩崎線多米東町経由「民俗資料収蔵室前」バス停から徒歩1分